# Lower Baker Dam
Der Lower Baker Dam (oder einfach Baker Dam) ist ein Damm im Baker River eine Meile (1,6 km) nördlich von Concrete. Er bildet einen Stausee, den Lake Shannon, welcher sich etwa 12 km flussaufwärts erstreckt. Der Damm wird von der Puget Sound Energy als Teil des Baker River Hydroelectric Project betrieben.
Der Damm besteht aus einer Bogenstaumauer, ist 87 m hoch und an der Krone 170 m lang. Er sperrt den Baker River an einer als Eden Canyon bekannten Engstelle, etwas oberhalb der Mündung des Flusses in den Skagit River. Der Stausee enthält fast 200 Mio. m³ Wasser, von denen 36.296.000 m³ für den Hochwasserschutz reserviert sind. Bei Vollstau leistet das am Fuß des Damms installierte Wasserkraftwerk 79 MW und soll jährlich 344.850.000 kWh liefern. Der andere Damm am Fluss ist der Upper Baker Dam; er liegt etwa 12,8 km stromauf und dient ähnlichen Zwecken wie der Lower Baker Dam.